# جشمة روباه (خسرو أباد)
جشمة روباه (بالفارسية: چشمه روباه) هي قرية تقع في إيران في قسم خسرو أباد الريفي. يقدر عدد سكانها بـ 193 نسمة بحسب إحصاء 2016.